# Hera Lind

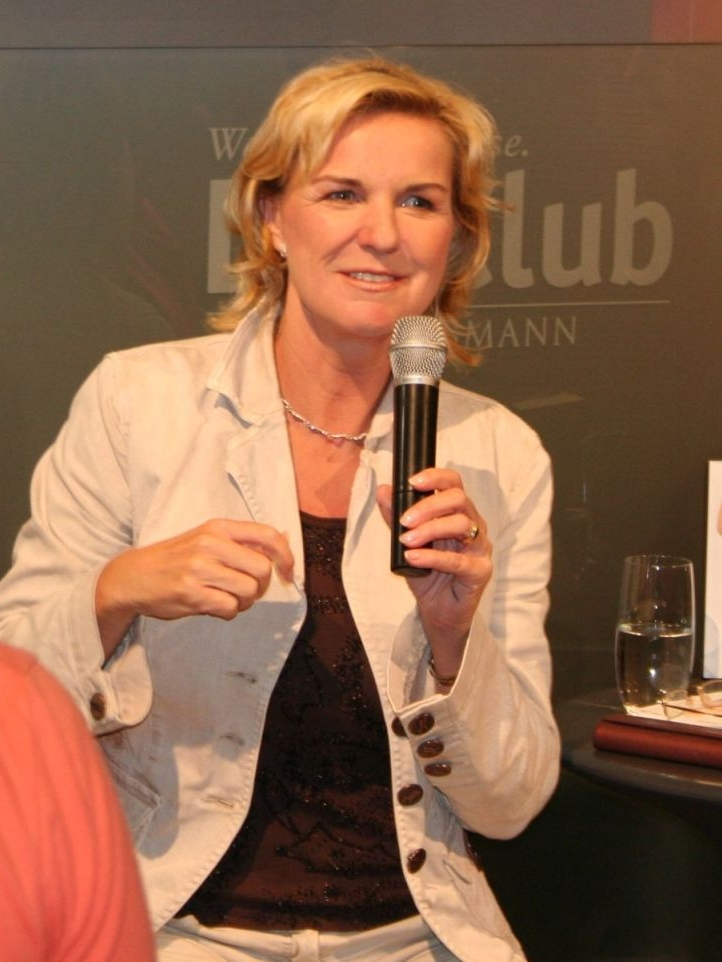
Hera Lind, 2007

Hera Lind (* 2. November 1957 als Herlind Wartenberg in Bielefeld) ist eine deutsche Schriftstellerin und Sängerin. Sie gehört mit mehr als zwölf Millionen verkauften Büchern wie Ein Mann für jede Tonart und Das Superweib zu den erfolgreichsten Autorinnen der deutschsprachigen unterhaltenden Frauenliteratur. Sie war Sängerin im WDR Rundfunkchor Köln und auch als Fernsehmoderatorin tätig.

## Leben

### Jugend und Arbeit als Sängerin
Hera Lind ist die Tochter eines Arztes und einer Musikpädagogin. Nach dem Abitur an der Hans-Ehrenberg-Schule in Bielefeld-Sennestadt studierte sie Theologie und Germanistik an der Universität zu Köln mit dem Ziel, Lehrerin zu werden. 1981 legte sie ihr erstes Staatsexamen ab. Als Preisträgerin des Bundeswettbewerbs Gesang 1979 absolvierte sie zusätzlich ab 1979 ein Studium im Fach Opern- und Konzertgesang an der Hochschule für Musik Köln, das sie 1989 mit dem Konzertexamen abschloss. Ab 1982 war sie 16 Jahre als festes Mitglied des Rundfunkchors des Westdeutschen Rundfunks engagiert, unternahm außerdem Konzerttourneen als Gesangssolistin und war als Sängerin an CD-Aufnahmen klassischer Musik beteiligt.

### Karriere als Buchautorin
1988 war sie während ihrer ersten Schwangerschaft gezwungen, vom Singen zu pausieren; sie nutzte die Zeit zum Verfassen ihres ersten Romans Ein Mann für jede Tonart, der ein großer Erfolg wurde. Es folgten weitere Romane in den frühen 1990er Jahren, die zu Bestsellern wurden; zahlreiche dieser Bücher wurden auch verfilmt. Ihre Veröffentlichungen nach 1995 waren zwar vergleichsweise weniger erfolgreich, landeten jedoch ebenfalls oft auf den vordersten Plätzen der Bestsellerlisten. Bis heute haben ihre Bücher, die in zahlreiche Sprachen übersetzt wurden, eine Gesamtauflage von über zwölf Millionen verkauften Exemplaren erreicht.
Zu Beginn ihrer Karriere schrieb sie ausschließlich heiter-vergnügliche Liebesromane, deren berufstätige Protagonistinnen in verschiedensten Milieus angesiedelt sind, humorvoll schwierige Situationen meistern und dabei eine neue Liebe finden: Von der klassischen Konzertsängerin in Ein Mann für jede Tonart über die Journalistin in Die Erfolgsmasche bis zur Fremdenführerin in Der Überraschungsmann und anderen.
Seit 2010 schreibt sie nur noch thematisch ernste Tatsachenromane, die auf real erlebten Geschichten von Frauen basieren. Die Spannbreite reicht von dramatischen Schicksalen in der DDR (Die Hölle war der Preis), einer Liebesbeziehung mit einem Obdachlosen (Herzgesteuert) bis zur überwundenen Krebserkrankung (Himmel und Hölle) und weiteren Sujets.

### Weitere Tätigkeiten
Ab 1995 moderierte sie im ZDF die Talkshow Hera Lind & Leute, die hohe Einschaltquoten erzielte. 1997 wechselte sie zur ARD, wo sie mit der Show Herzblatt nicht an ihre Erfolge beim ZDF anknüpfen konnte; sie moderierte die Sendung bis 1998. Im März 2007 nahm sie an der 3. Staffel der österreichischen Tanzshow Dancing Stars teil. Gemeinsam mit ihrem Partner Alexander Kreissl musste sie die Show in Runde 2 verlassen. 
2003 spielte sie im Film Alles Glück dieser Erde als Schauspielerin mit. Zum 2007 uraufgeführten Musical Ich war noch niemals in New York schrieb sie die Geschichte. Sie bietet Schreibseminare an, geht mit Lesungen ihrer Bücher auf Tourneen und hält Vorträge. Zudem ist sie Botschafterin für die Deutsche José Carreras Leukämie-Stiftung.

### Privates
Hera Lind war mit dem Arzt Ulrich Heidenreich liiert, mit dem sie vier Kinder hat. Im Jahr 2000 trennte sich das Paar. Mit dem Hotelmanager Engelbert Lainer, mit dem sie seit 2002 verheiratet ist, lebt sie in Salzburg.

## Werke

### Romane
- Ein Mann für jede Tonart. Fischer Taschenbuch, Frankfurt am Main 1989
- Frau zu sein bedarf es wenig. Fischer Taschenbuch, Frankfurt am Main 1992
- Das Superweib. Fischer Taschenbuch, Frankfurt am Main 1994
- Die Zauberfrau. Fischer Taschenbuch, Frankfurt am Main 1995
- Das Weibernest. Fischer Taschenbuch, Frankfurt am Main 1997
- Der gemietete Mann. Fischer Taschenbuch, Frankfurt am Main 1999
- Mord an Bord. Ullstein Taschenbuch, München 2000
- Hochglanzweiber. Ullstein Taschenbuch, München 2001
- Der doppelte Lothar. Ullstein Taschenbuch, München 2002
- Karlas Umweg. Ullstein Taschenbuch, Berlin 2005
- Die Champagner-Diät. Diana, München 2006
- Fürstenroman. Ullstein, Berlin 2006
- Schleuderprogramm. Diana, München 2007
- Herzgesteuert. Diana, München 2008
- Die Erfolgsmasche. Diana, München 2009
- Der Mann, der wirklich liebte. Diana, München 2010
- Himmel und Hölle. Diana, München 2011 (beruht auf der Krankengeschichte Konstanze Kuchenmeisters)
- Der Überraschungsmann. Diana, München 2011
- Wenn nur dein Lächeln bleibt. Diana, München 2011
- Männer sind wie Schuhe. Diana, München 2012
- Gefangen in Afrika. Diana, München 2012
- Verwechseljahre. Diana, München 2013
- Drachenkinder. Diana, München 2013
- Verwandt in alle Ewigkeit. Diana, München 2014
- Tausendundein Tag. Diana, München 2014
- Eine Handvoll Heldinnen. Diana, München 2015
- Die Frau, die zu sehr liebte. Diana, München 2015
- Kuckucksnest. Diana, München 2016
- Die Sehnsuchtsfalle. Diana, München 2016
- Drei Männer und kein Halleluja. Diana, München 2017
- Der Prinz aus dem Paradies. Diana, München 2017
- Hinter den Türen. Diana, München 2018
- Mein Mann, seine Frauen und ich. Diana, München 2018
- Die Frau, die frei sein wollte. Diana, München 2018
- Über alle Grenzen. Diana, München 2019
- Vergib uns unsere Schuld. Diana, München 2019
- Die Hölle war der Preis. Diana, München 2020, ISBN 978-3-453-36076-1
- Die Frau zwischen den Welten. Diana, München 2020, ISBN 978-3-453-29227-7
- Grenzgängerin aus Liebe. Diana, München 2021, ISBN 978-3-453-29228-4
- Mit dem Rücken zur Wand. Diana, München 2021, ISBN 978-3-453-29229-1
- Für immer deine Tochter. Diana, München 2022, ISBN 978-3-453-29230-7
- Das letzte Versprechen. Knaur TB,  München 2022, ISBN 978-3-426-52835-8
- Mit dem Mut zur Liebe. Knaur TB, München 2023, ISBN 978-3-426-52840-2
- Das einzige Kind. Knaur TB, München 2023, ISBN 978-3-426-52836-5
- Zeit zu verzeihen. Knaur TB, München 2024, ISBN  978-3-426-52838-9
- Im Namen der Barmherzigkeit. Roman nach einer wahren Geschichte. Knaur TB, München 2024, ISBN 978-3-426-52837-2
- Um jeden Preis. Knaur TB, München 2025, ISBN 978-3-426-52839-6

### Kinderbücher und anderes
- Der Tag, an dem ich Papa war (mit Bildern von Marie Marcks). Fischer Taschenbuch, Frankfurt am Main 1997
- Greta will’s wissen. Vorlesegeschichten von Hera Lind, illustriert von Silvio Neuendorf. Coppenrath, Münster 2005
- Voll im Leben. Geschichten zum Mutmachen. Gütersloher Verlagshaus, Gütersloh 2007

### Übersetzungen
- Jane Seymour: Dieda und Derda. Edition Riesenrad, Hamburg
  - Klecks! 2000
  - Lecker! 2002

## Diskographie
- Joseph Haydn – Heiligmesse - Missa Sancti Bernardi De Offida Für Soli, Chor Und Orchester. Chor Der Heilig-Kreuz-Kirche. Dirigent: Professor Josef Zimmermann. Gesangssolisten: Ilse Hartkopf, Hannelore Palm, Herlind Wartenberg, Klaus Gerling, Günther Cellarius, Wolfgang Georg, 1981, EMI Electrola, F 668.536[14]
- Fanny Mendelssohn-Hensel: Gartenlieder. A-cappella-Chöre. Leonarda-Ensemble Köln. Dirigentin: Elke Mascha Blankenburg. Gesangssolisten: Edina Leue, Gabriele Peters, Herlind Wartenberg, Jörg Hannes Kuhn, Florian Giertzuch, Köln 1986, classic production osnabrück, Barcode: 76120390122[15]
- Musik am hohen Dom zu Köln. 2. Maximilian Friedrich von Droste zu Hülshoff Te Deum / Motetten und Psalmen von Anton Lüttgen, Bernhard Breuer und Th. Labo / Orgelwerke. Kölner Rundfunk-Sinfonie-Orchester und Kölner Rundfunkchor. Gesangssolisten: Maria Zedeliu, Friedegard Herwig, Herlind Wartenberg, Anton Maxen, Franz Gerihsen Orgel: Clemens Ganz, Köln 1986, Tonger Musik Köln, OCLC-Nummer: 724911526[16]
- Johann Zach - Requiem in C-Moll für Solisten Chor und Orchester. Mainzer Domorchester und Mainzer Domchor. Dirigent: Mathias Breitschaft. Gesangssolisten: Pia Schäfer-Göllner, Herlind Wartenberg, Dieter Agricola, Cornelius Hauptmann, Arte Nova Classics 1995[17]
- Eine Frau für jede Tonart. (Händel, Strauß, Bizet, Fauré, Catalini, Offenbach, Rossini: Arien und Duette aus Opern.) Gesangssolisten: Herlind Wartenberg und Marion Schöller, EMI Classics 1995.[18]
- Du wirst nie eine Dame.(Chansons) Gesangssolisten: Herlind Wartenberg und Marion Schöller, Koch-Records (Universal Music), 2000
- Carl Maria von Weber Collegium Musicum Bonn, Chor des Collegium Musicum Bonn. Gesangssolisten: Cäcilie Fuhs, Herlind Wartenberg, Axel Hoffmann, Franz Gerihsen, Cantabile 2001[19]

## Verfilmungen ihrer Werke
- 1993 Ein Mann für jede Tonart, Kinofilm mit Katja Riemann
- 1996 Das Superweib, Kinofilm mit Veronica Ferres
- 1997 Frau zu sein bedarf es wenig, TV-Spielfilm mit Anica Dobra
- 1999 Die Zauberfrau, TV-Spielfilm mit Iris Berben
- 2001 Das Weibernest, TV-Spielfilm mit Susanne Uhlen und Axel Milberg
- 2002 Was ist bloß mit meinen Männern los? (= Der Tag, an dem ich Papa war), TV-Spielfilm mit Thomas Heinze
- 2002 Mord an Bord, Komödie mit Barbara Wussow
- 2012 Schleuderprogramm, TV-Spielfilm mit Annette Frier
- 2025 Das Traumschiff: Curaçao